# Viekšniai
Viekšniai è una città della Lituania, situata nella contea di Telšiai.